# Ramon Magsaysay
Ramon del Fierro Magsaysay (født 31. august 1907, død 17. marts 1957) var Filippinernes præsident i 1953-57.

## Liv
Han var en guerilla under den japanske besættelse af Filippinerne i 2. verdenskrig. Han blev forsvarsminister i 1950 men trådte tilbage før det filippinske præsidentvalg 1953, hvor han slog præsident Elpidio Quirino med 68.9% af stemmerne.
Magsaysay døde i en flyulykke.
1. ↑  Navnet er anført på engelsk og stammer fra Wikidata hvor navnet endnu ikke findes på dansk.